# Bishopara
× Bishopara, (abreviado Bish) en el comercio, es un híbrido intergenérico entre los géneros de orquídeas Broughtonia × Cattleya × Sophronitis. Fue publicado en Orchid Rev. 84(999, cppo): 10 (1976).